# Bundesratswahl 2023

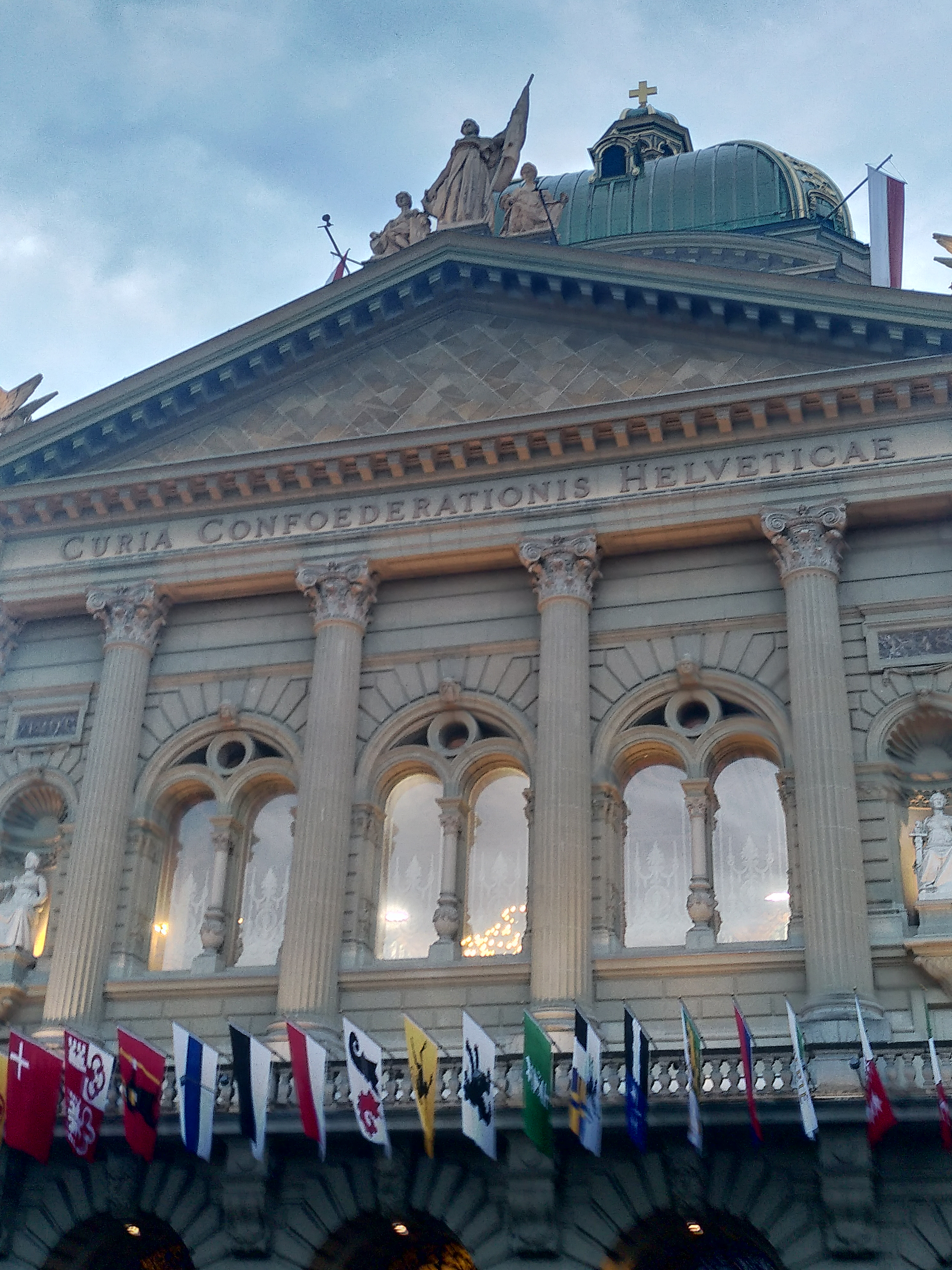
Das Bundeshaus in Bern (2023)

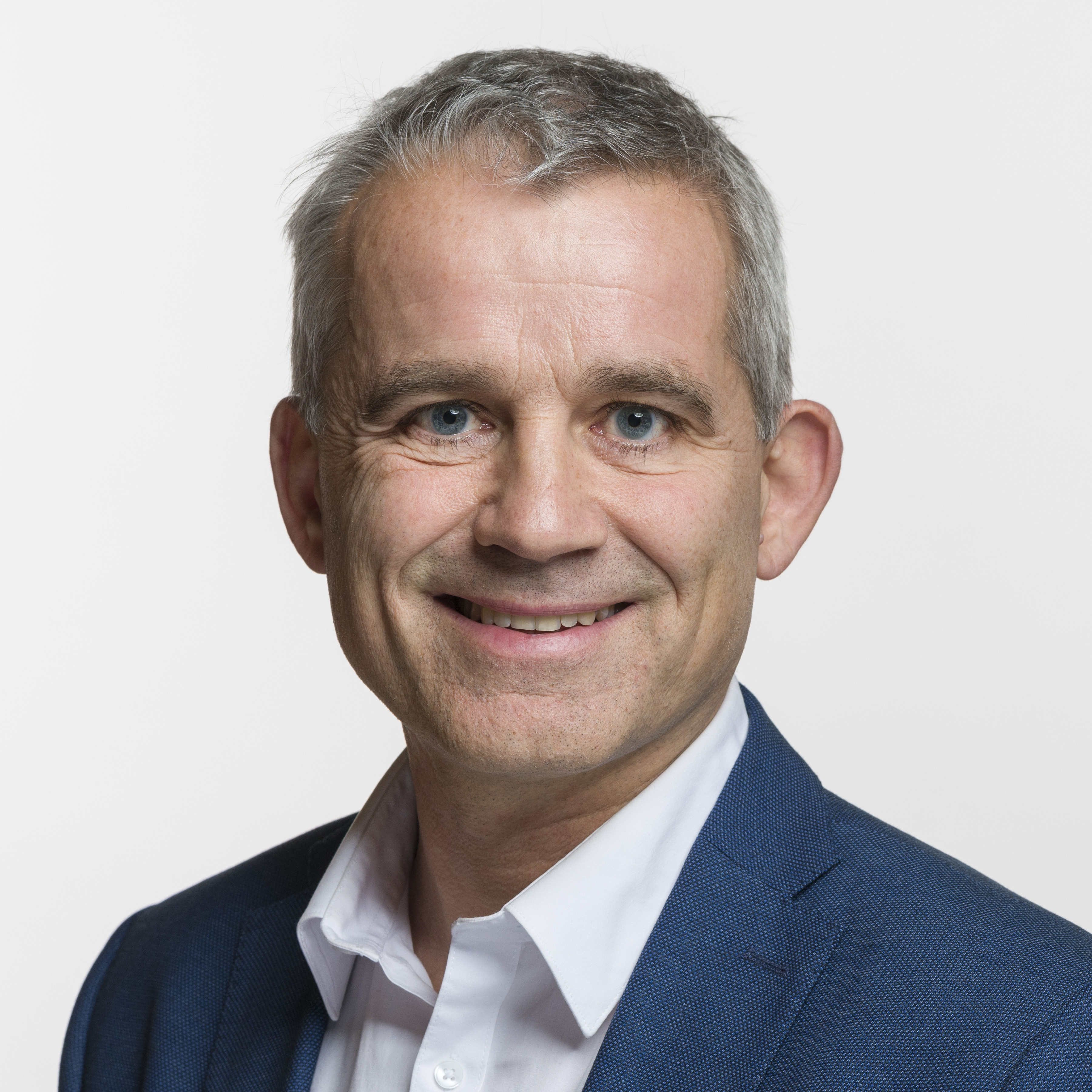
Beat Jans (SP/BS) wurde neu in den Bundesrat gewählt.

Die Bundesratswahl 2023 (französisch Election du Conseil fédéral 2023, italienisch Elezione del Consiglio federale 2023, rätoromanisch Elecziun dal Cussegl federal 2023) fand am 13. Dezember 2023 statt. Bei der Gesamterneuerungswahl wählte die Vereinigte Bundesversammlung die sieben Mitglieder des Bundesrates. Im Anschluss wurden der Bundeskanzler, die Bundespräsidentin sowie die Vizepräsidentin des Bundesrats gewählt.
Alle sechs antretenden bisherigen Bundesräte wurden wiedergewählt. Beat Jans (SP/BS) wurde zum Nachfolger des nicht wieder antretenden Bundesrates Alain Berset (SP/FR) gewählt. Das beste Resultat erzielte der amtsälteste Bundesrat Guy Parmelin (SVP/VD) mit 215 von 246 möglichen Stimmen.
Als Nachfolger von Bundeskanzler Walter Thurnherr (Mitte/AG), der nicht zur Wiederwahl antrat, wurde der derzeitige Vizekanzler Viktor Rossi (GLP/BE) gewählt.
Wie erwartet wurde Bundesrätin Viola Amherd (Mitte/VS) als amtierende Vizepräsidentin turnusgemäss zur Bundespräsidentin gewählt. Neue Vizepräsidentin wurde Karin Keller-Sutter (FDP/SG).

## Ablauf
- G (GPS): 26
- S (SP): 50
- GL (GLP): 11
- M-E (Mitte, EVP): 46
- RL (FDP): 39
- V (SVP, Lega, EDU, MCG): 74

Die durch die Parlamentswahlen 2023 neu zusammengesetzte Vereinigte Bundesversammlung wählt alle Mitglieder des Bundesrates für die von 2024 bis 2027 dauernde Amtszeit. Die Sitze werden einzeln in der Reihenfolge des Amtsalters der Sitzinhaber bestellt. Zur Wahl ist das absolute Mehr der gültigen Stimmen erforderlich. Am Schluss wird die Nachfolge von SP-Bundesrat Alain Berset gewählt.
Die Vereinigte Bundesversammlung wählt in geheimer Wahl. In den ersten beiden Wahlgängen können alle wählbaren Personen gewählt werden. Wählbar sind alle stimmberechtigten Schweizer. Ab dem dritten Wahlgang sind keine neuen Kandidaturen zulässig. Es können nur Personen gewählt werden, die in den ersten beiden Wahlgängen Stimmen erhalten haben. Zudem scheidet aus, wer am wenigsten Stimmen erhält. Gewählt ist, wer das absolute Mehr erreicht.
Die Session begann mit den Abschiedsreden über und von Alain Berset und Walter Thurnherr. Darauf folgten die Ansprachen der Fraktionschefs zur Wahl. Alle 246 Mitglieder der Bundesversammlung waren anwesend.

## Kandidaten der SP für den Sitz von Bundesrat Alain Berset
Die SP-Fraktion stellte mit Blick auf die Nachfolge von Alain Berset eine Findungskommission zusammen. Diese setzt sich aus der ehemaligen Genfer Ständerätin Liliane Maury Pasquier (Kommissionspräsidentin), der ehemaligen Berner Regierungsrätin Barbara Egger-Jenzer, der ehemaligen Luzerner Regierungsrätin Yvonne Schärli-Gerig und dem ehemaligen Urner Regierungsrat Markus Züst zusammen. Kandidaturen konnten bis zum 29. Oktober 2023 zuhanden der Findungskommission eingereicht werden.
Folgende Personen gaben ihre offizielle Kandidatur für den Bundesrat zuhanden der Findungskommission der SP-Fraktion bekannt:

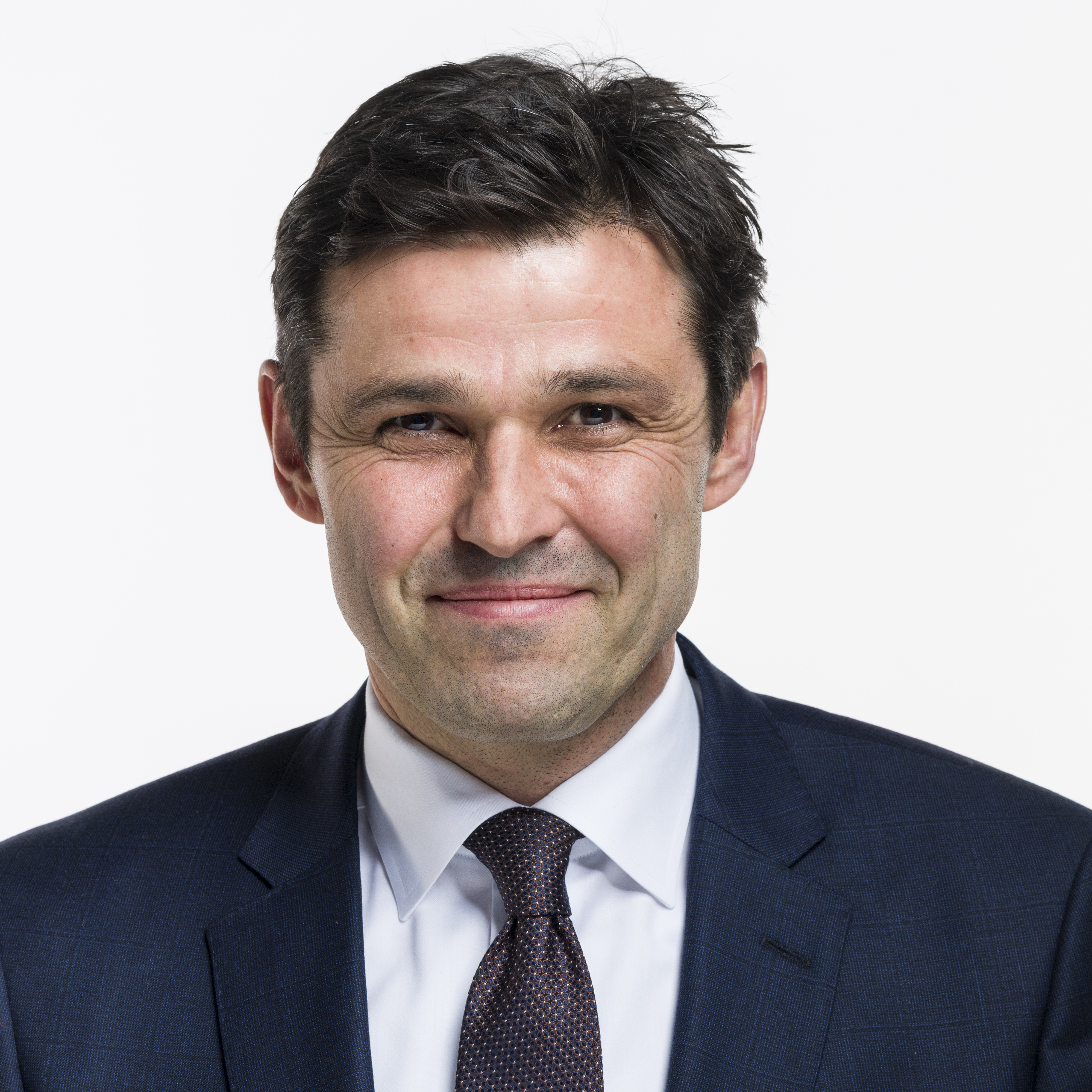
Matthias Aebischer (* 1967), Nationalrat Bern
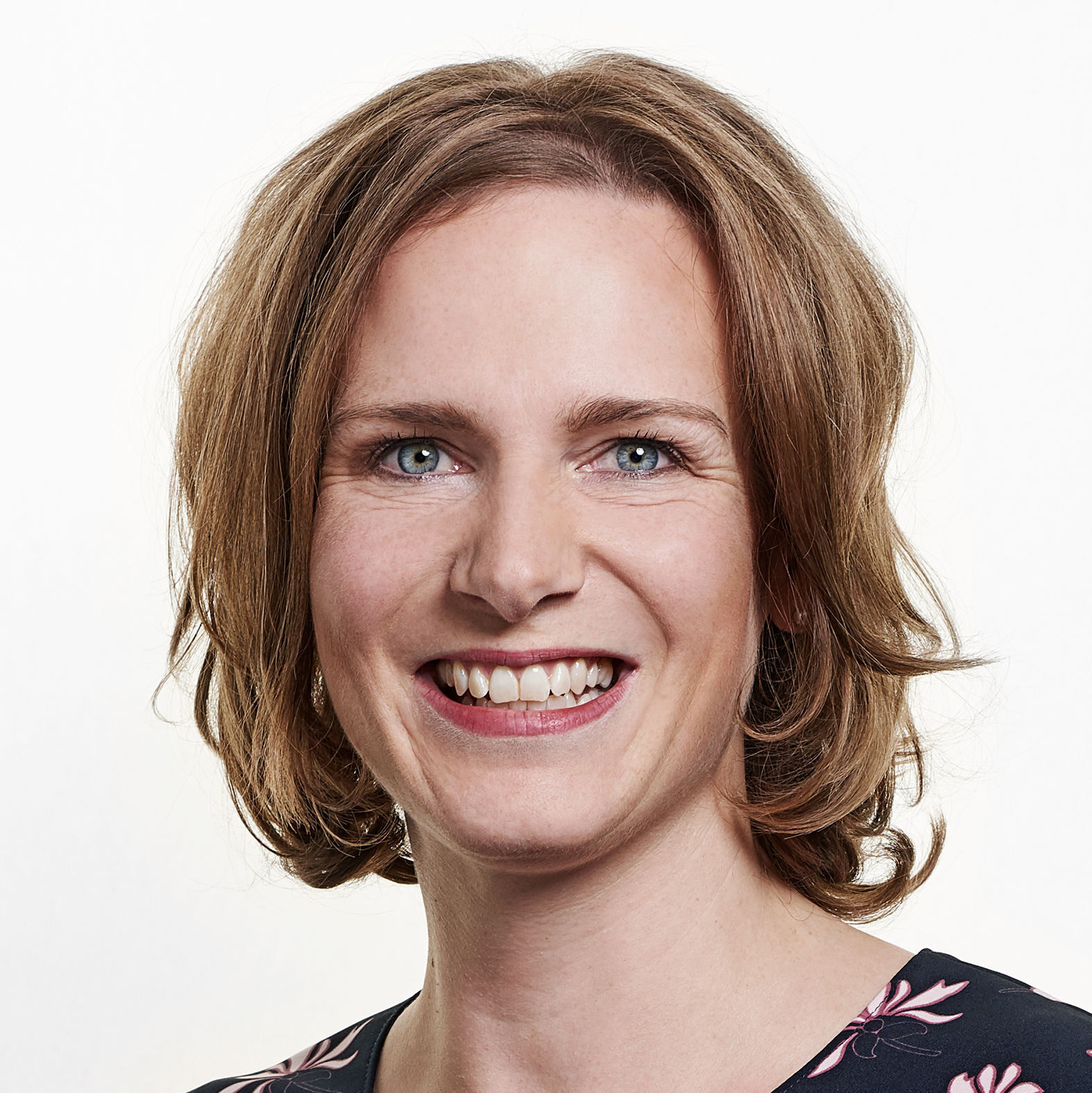
Evi Allemann (* 1978), Regierungsrätin Bern
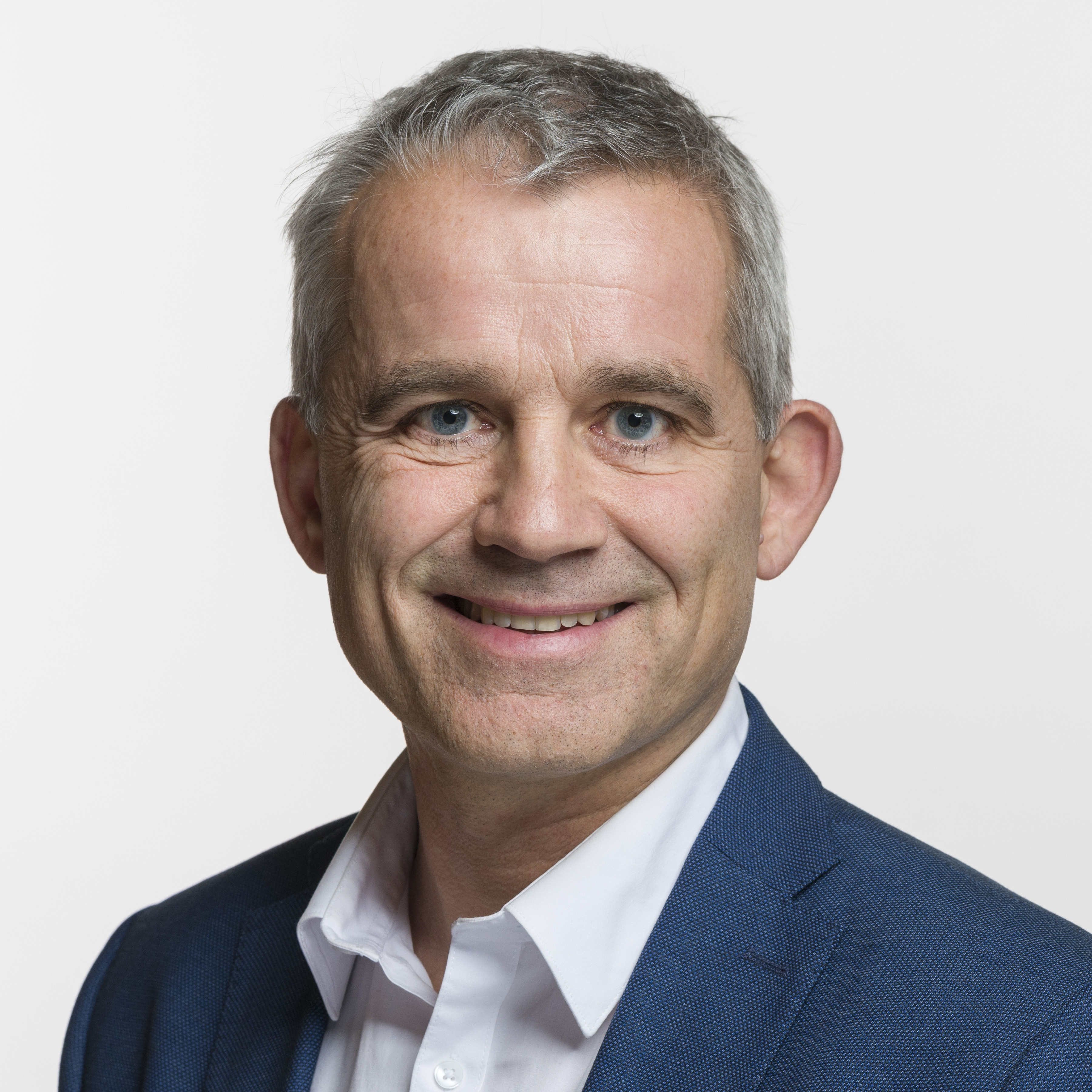
Beat Jans (* 1964), Regierungsrat Basel-Stadt
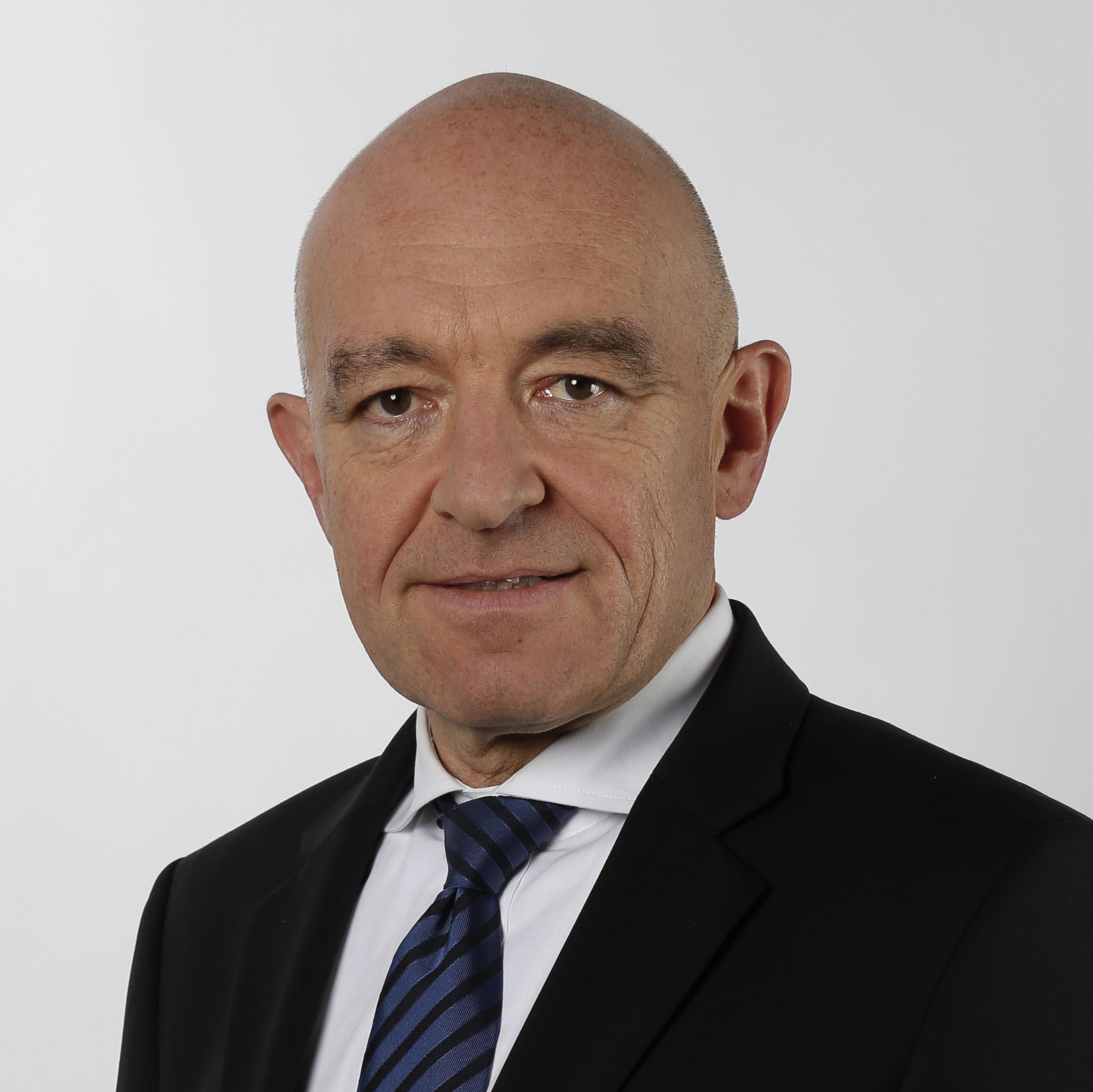
Daniel Jositsch (* 1965), Ständerat Zürich
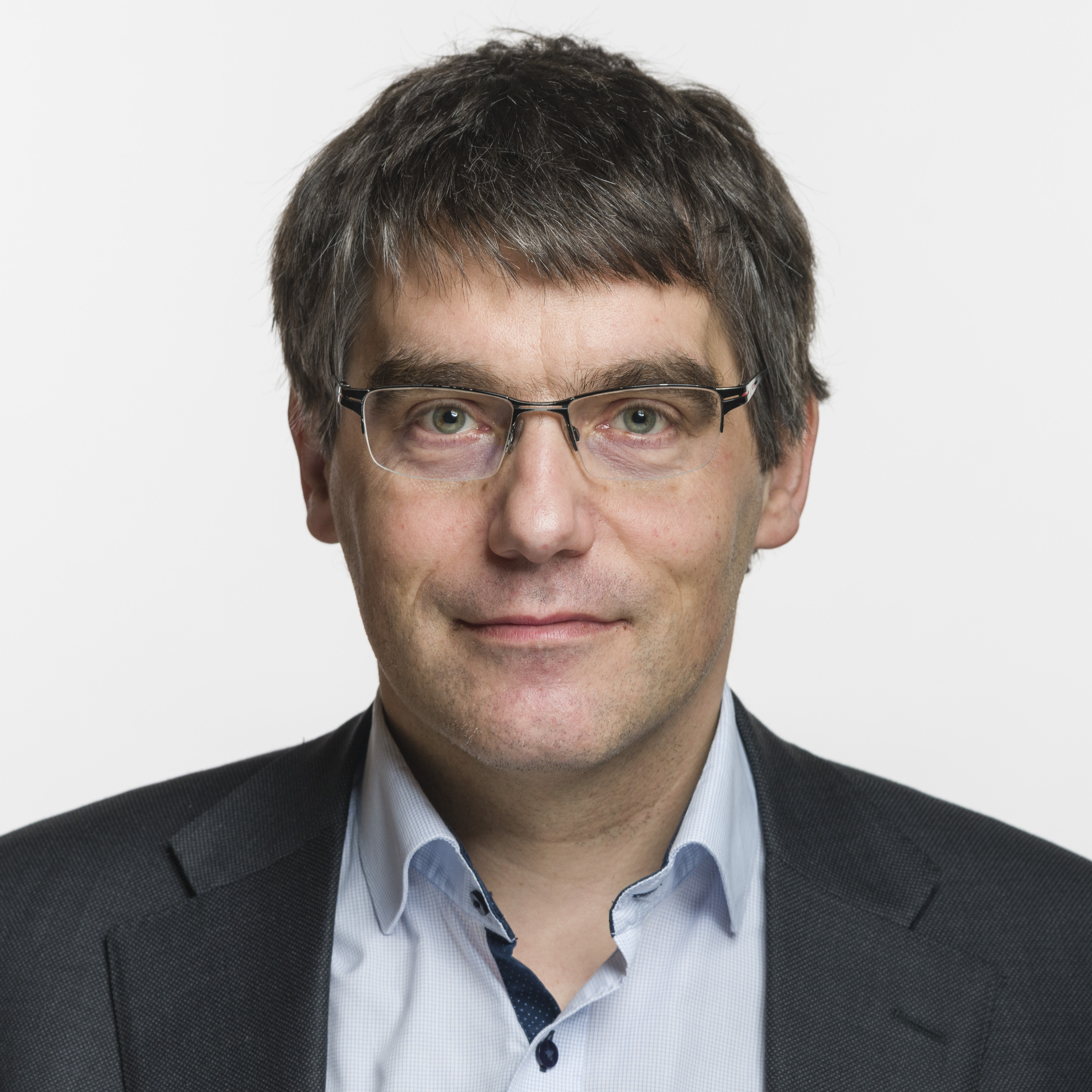
Roger Nordmann (* 1973), Nationalrat Waadt
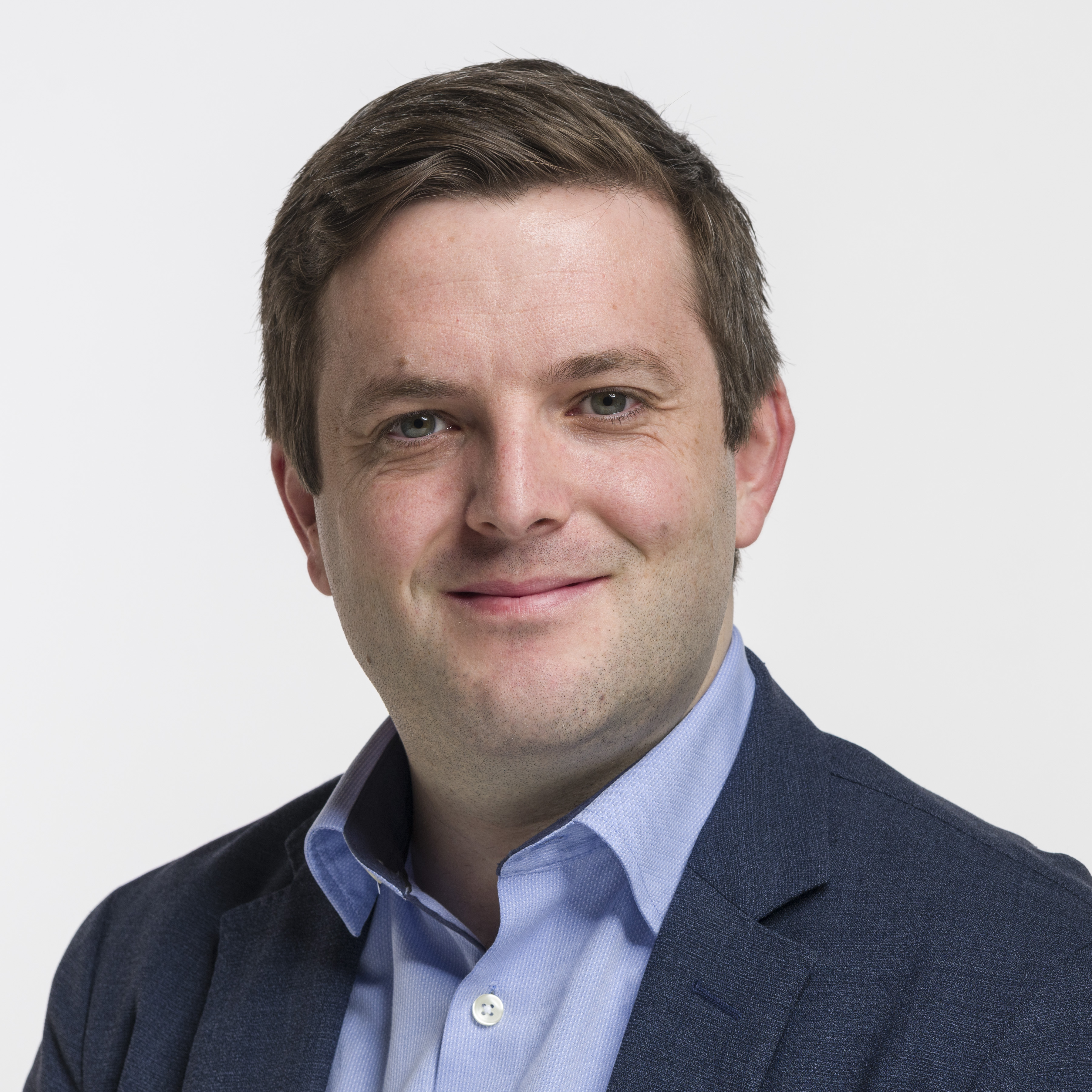
Jon Pult (* 1984), Nationalrat Graubünden

Die SP-Fraktion hat an ihrer Sitzung vom 25. November 2023 über ihren Wahlvorschlag («Ticket») zuhanden der Vereinigten Bundesversammlung entschieden. Nominiert wurde ein Zweierticket mit Beat Jans und Jon Pult. Sprengkandidaturen sind jedoch nicht ausgeschlossen.

## Sprengkandidat der Grünen für einen der beiden FDP-Sitze
Die FDP ist mit zwei Sitzen in Bezug zu ihrem Wähleranteil im Bundesrat übervertreten (vgl. Zauberformel 2023). Um einen der beiden FDP-Sitze anzugreifen, stellten die Grünen den Freiburger Nationalrat Gerhard Andrey als Sprengkandidat auf. Am 10. November 2023 wurde seine Kandidatur von der Grünen Fraktion der Bundesversammlung bestätigt.

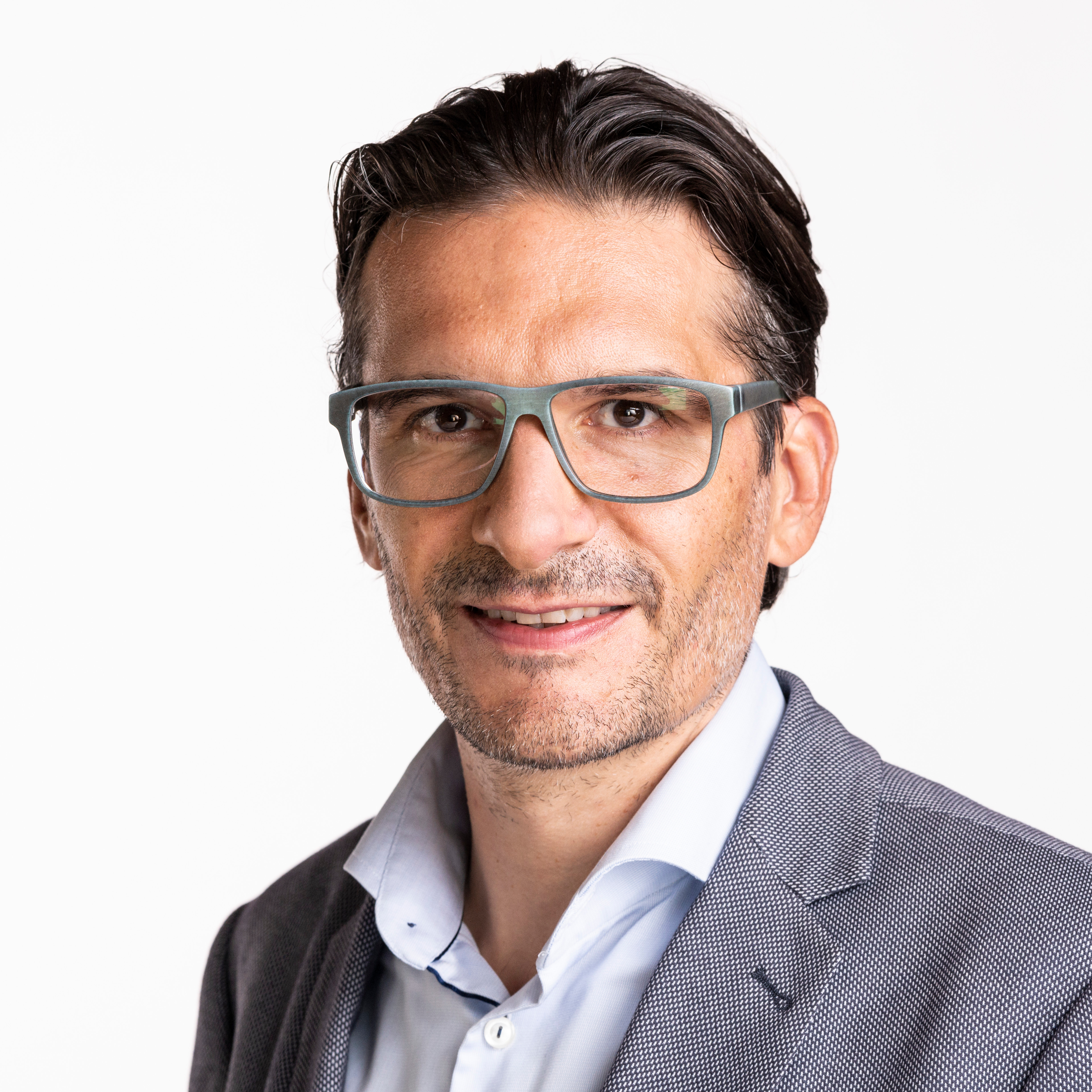
Gerhard Andrey (* 1976),
 Freiburg[14]

## Kandidaten für den Sitz von Bundeskanzler Walter Thurnherr
Die GLP-Fraktion hat am 30. Oktober 2023 den derzeitigen Vizekanzler Viktor Rossi zum Kandidaten nominiert.
Die SVP-Fraktion nominierte am 3. November 2023 Nathalie Goumaz und Gabriel Lüchinger.
Am 1. Dezember 2023 gab Lukas Gresch-Brunner (parteilos), derzeitiger Generalsekretär des Eidgenössischen Departements des Innern, seine Kandidatur bekannt.

## Wahlen

### Erste Wahl (Sitz von Guy Parmelin, SVP/VD)

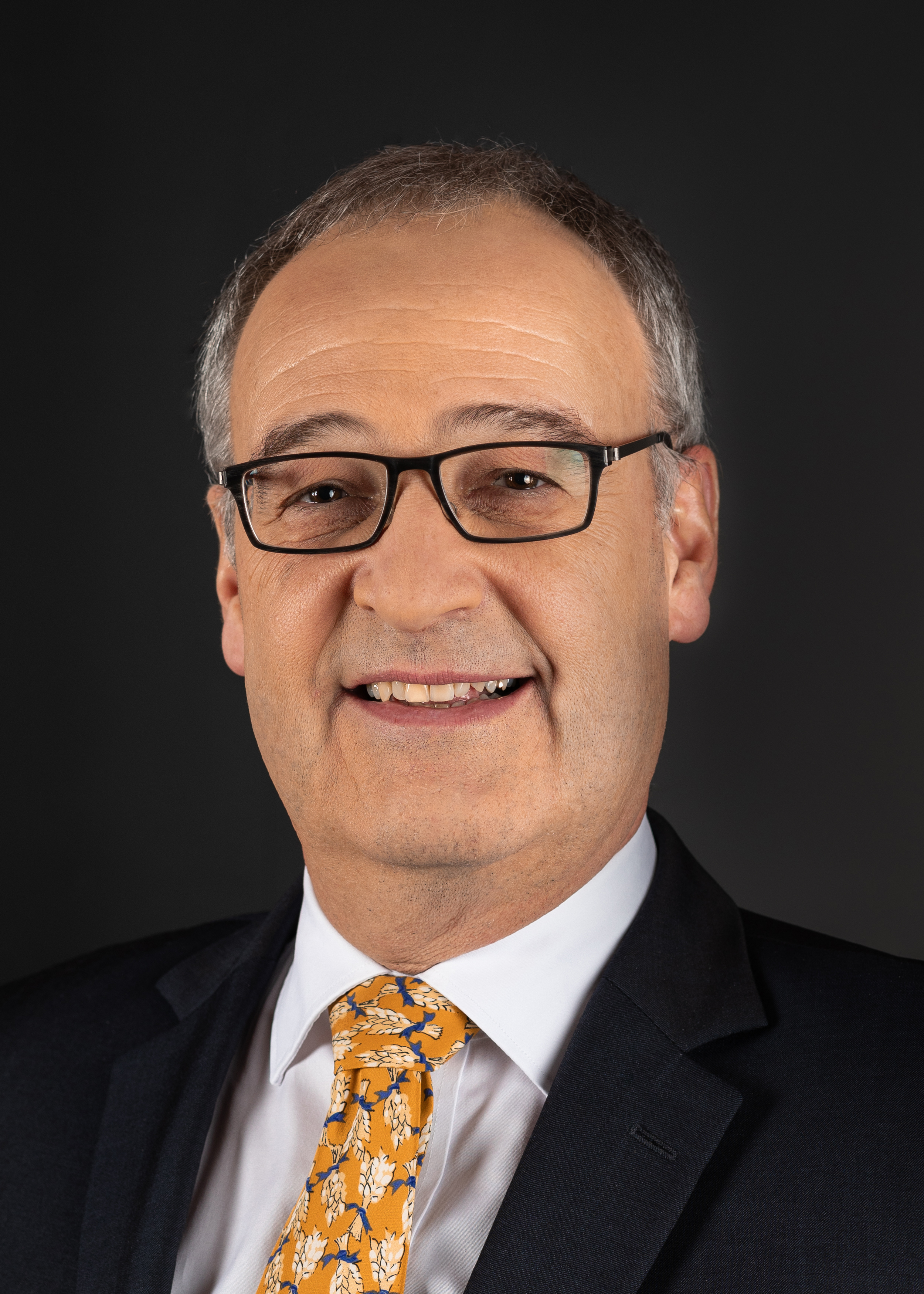
Guy Parmelin (SVP/VD)

|                         | erster Wahlgang |
| ----------------------- | --------------- |
| ausgeteilte Wahlzettel  | 246             |
| eingegangene Wahlzettel | 246             |
| leer                    | 12              |
| ungültig                | 1               |
| gültig                  | 233             |
| absolutes Mehr          | 117             |
| Guy Parmelingewählt     | 215             |
| Verschiedene            | 18              |

### Zweite Wahl (Sitz von Ignazio Cassis, FDP/TI)

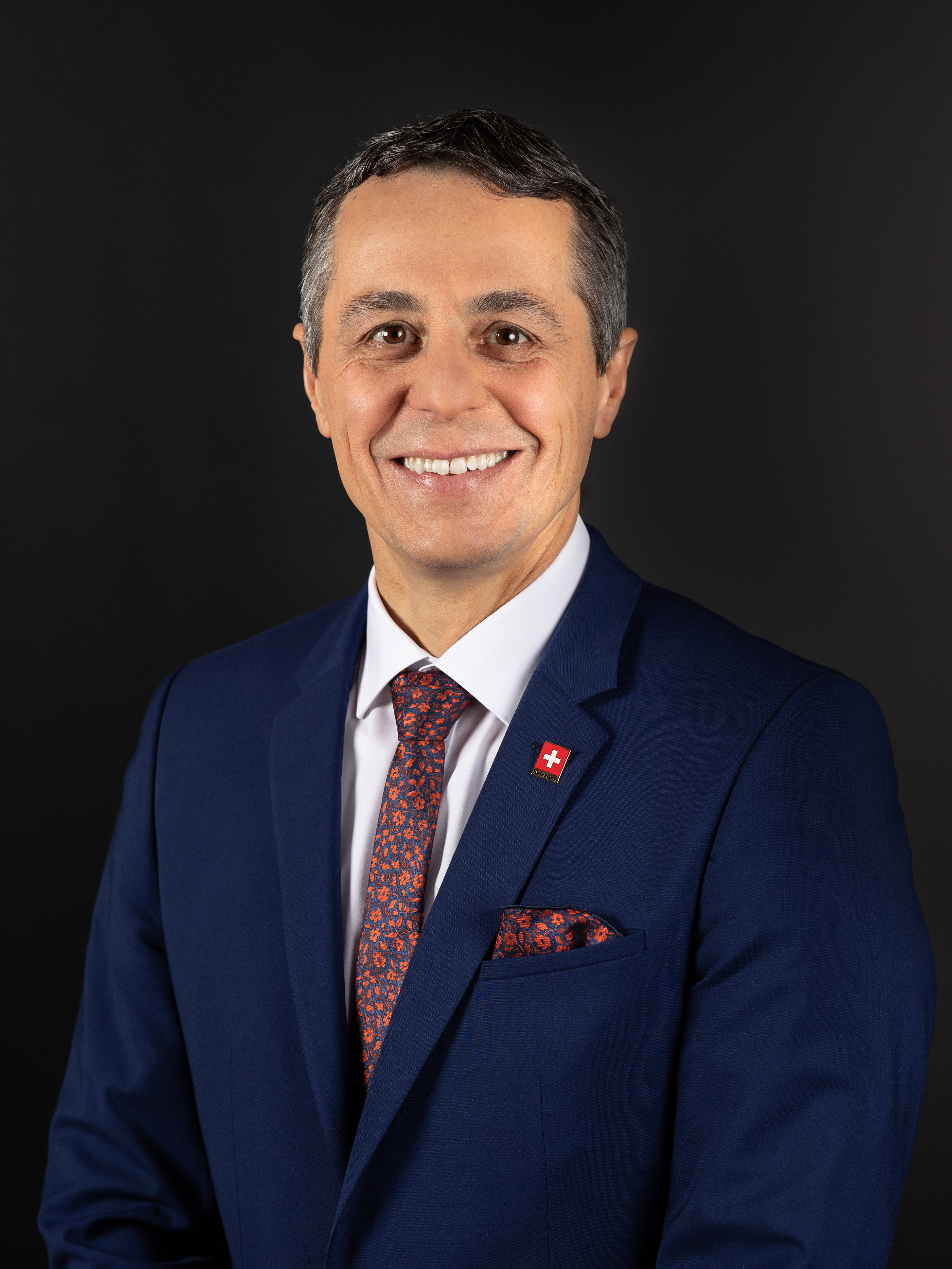
Ignazio Cassis (FDP/TI)

|                         | erster Wahlgang |
| ----------------------- | --------------- |
| ausgeteilte Wahlzettel  | 246             |
| eingegangene Wahlzettel | 246             |
| leer                    | 5               |
| ungültig                | 2               |
| gültig                  | 239             |
| absolutes Mehr          | 120             |
| Ignazio Cassisgewählt   | 167             |
| Gerhard Andrey          | 59              |
| Verschiedene            | 13              |

### Dritte Wahl (Sitz von Viola Amherd, Die Mitte/VS)

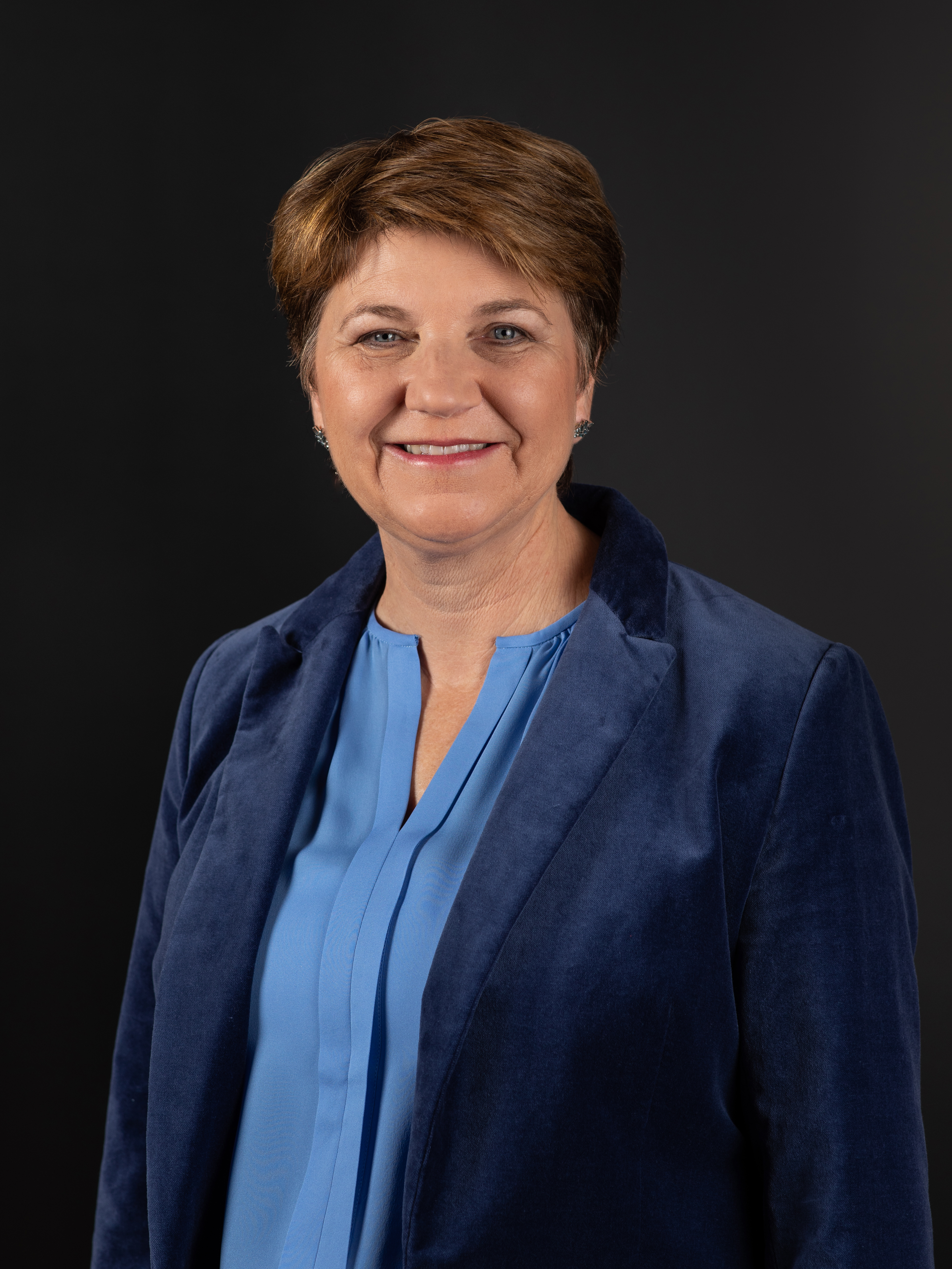
Viola Amherd (Mitte/VS)

|                         | erster Wahlgang |
| ----------------------- | --------------- |
| ausgeteilte Wahlzettel  | 246             |
| eingegangene Wahlzettel | 246             |
| leer                    | 16              |
| ungültig                | 2               |
| gültig                  | 228             |
| absolutes Mehr          | 115             |
| Viola Amherdgewählt     | 201             |
| Verschiedene            | 27              |

### Vierte Wahl (Sitz von Karin Keller-Sutter, FDP/SG)

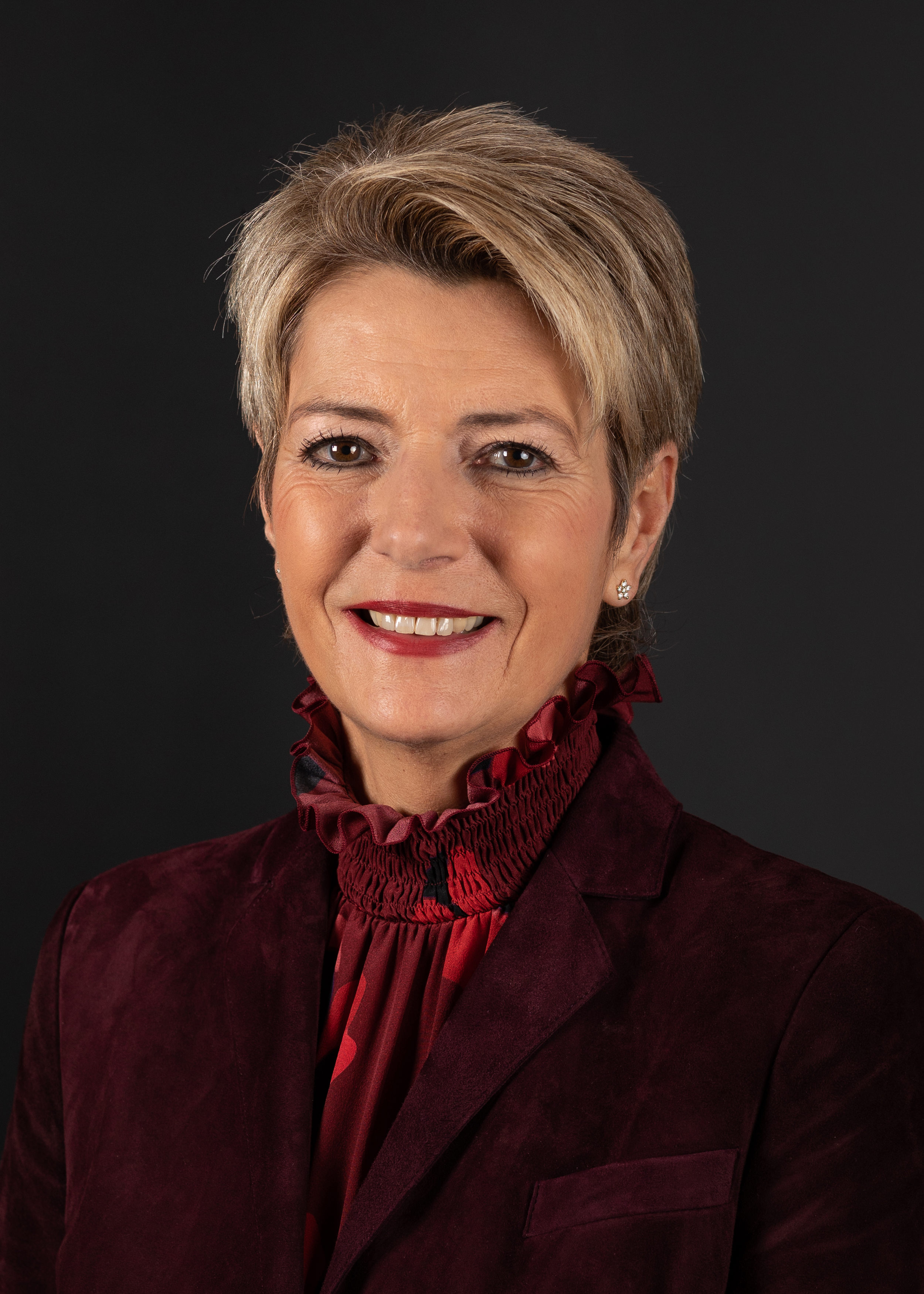
Karin Keller-Sutter (FDP/SG)

|                            | erster Wahlgang |
| -------------------------- | --------------- |
| ausgeteilte Wahlzettel     | 246             |
| eingegangene Wahlzettel    | 246             |
| leer                       | 21              |
| ungültig                   | 1               |
| gültig                     | 224             |
| absolutes Mehr             | 113             |
| Karin Keller-Suttergewählt | 176             |
| Anna Giacometti            | 15              |
| Gerhard Andrey             | 15              |
| Verschiedene               | 18              |

### Fünfte Wahl (Sitz von Albert Rösti, SVP/BE)

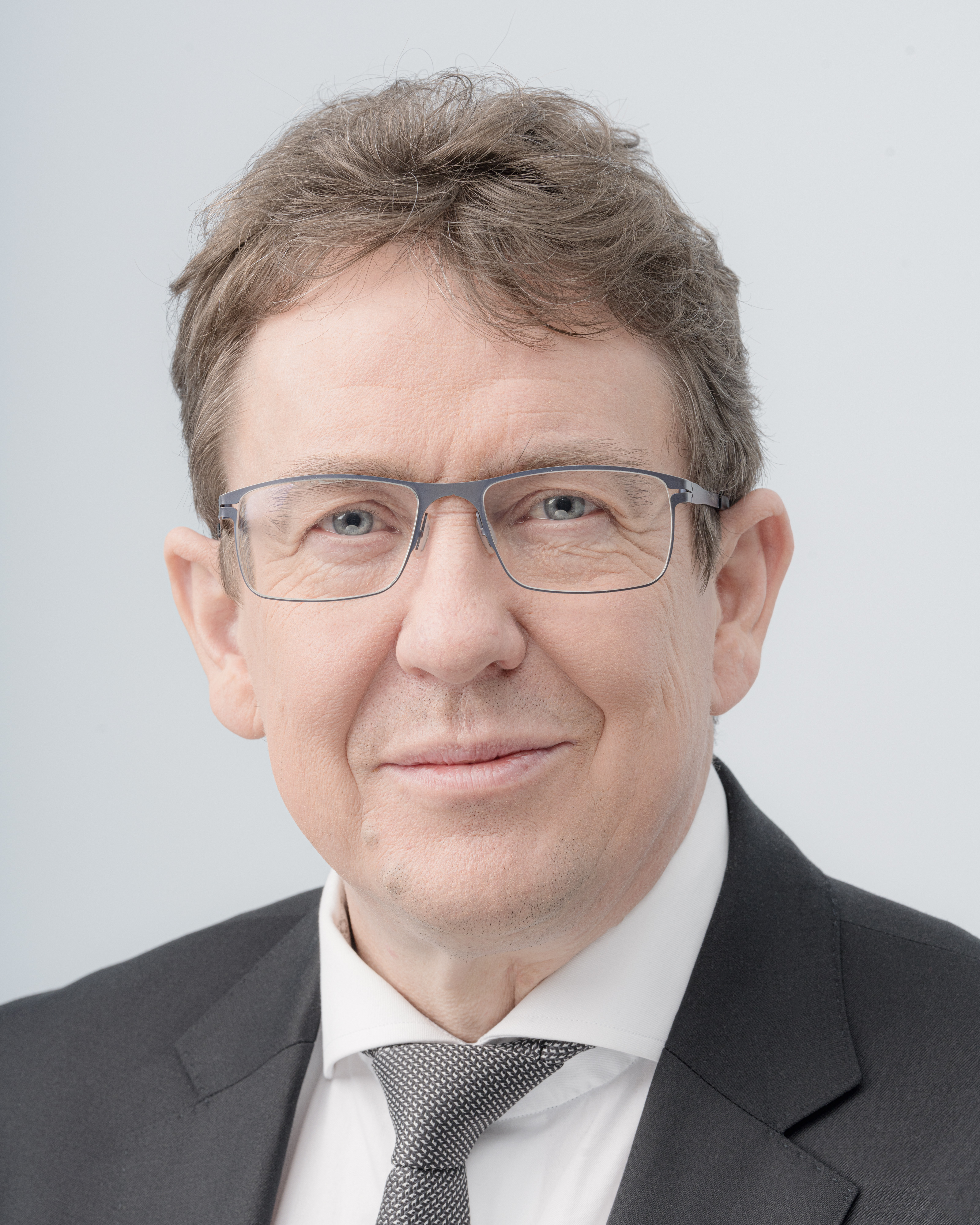
Albert Rösti (SVP/BE)

|                         | erster Wahlgang |
| ----------------------- | --------------- |
| ausgeteilte Wahlzettel  | 246             |
| eingegangene Wahlzettel | 245             |
| leer                    | 26              |
| ungültig                | 2               |
| gültig                  | 217             |
| absolutes Mehr          | 109             |
| Albert Röstigewählt     | 189             |
| Verschiedene            | 28              |

### Sechste Wahl (Sitz von Elisabeth Baume-Schneider, SP/JU)

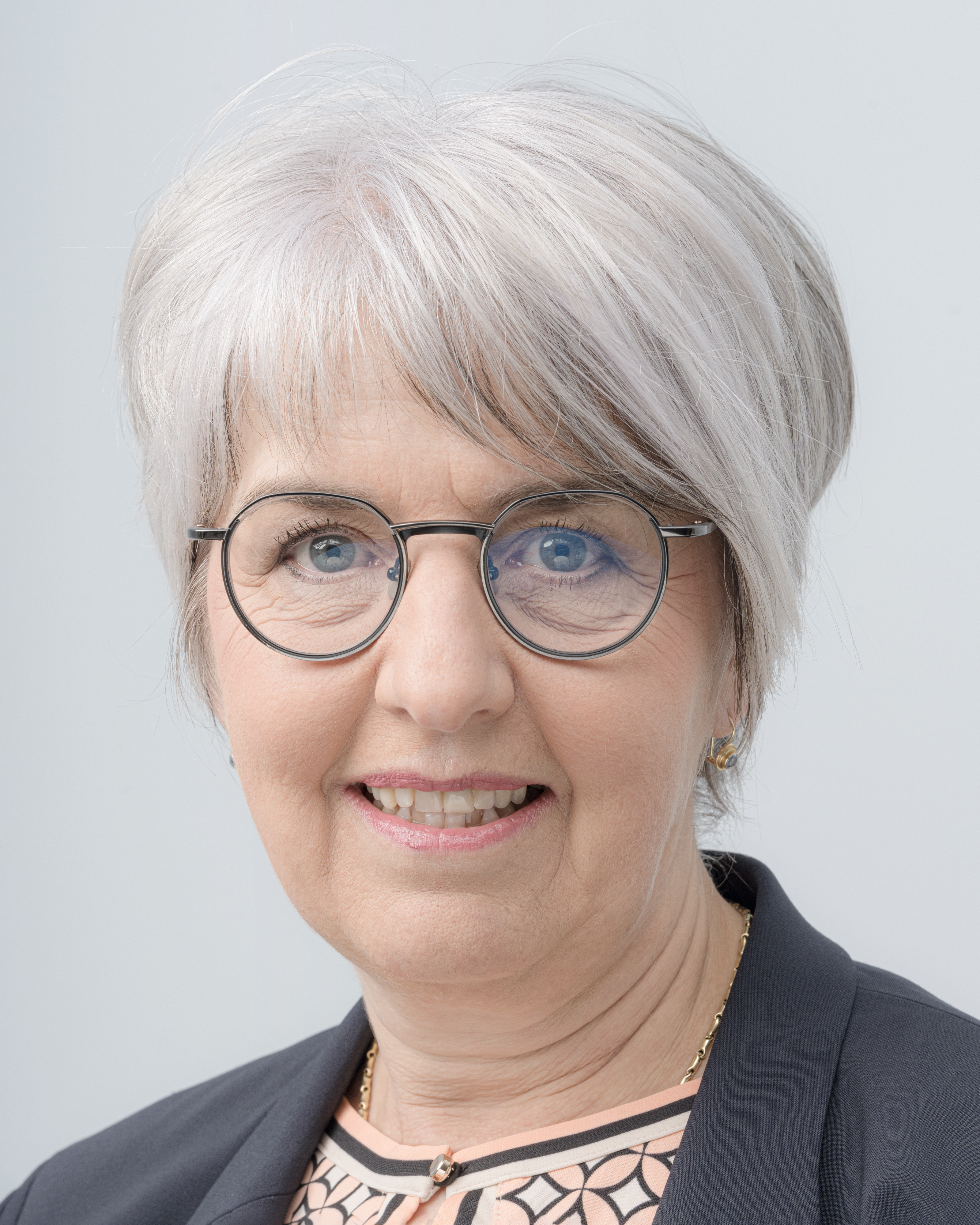
Elisabeth Baume-Schneider (SP/JU)

|                                  | erster Wahlgang |
| -------------------------------- | --------------- |
| ausgeteilte Wahlzettel           | 246             |
| eingegangene Wahlzettel          | 246             |
| leer                             | 28              |
| ungültig                         | 2               |
| gültig                           | 216             |
| absolutes Mehr                   | 109             |
| Elisabeth Baume-Schneidergewählt | 151             |
| Gerhard Andrey                   | 23              |
| Eva Herzog                       | 15              |
| Verschiedene                     | 27              |

### Siebte Wahl (Sitz von Alain Berset, SP/FR, trat nicht zur Wahl an)

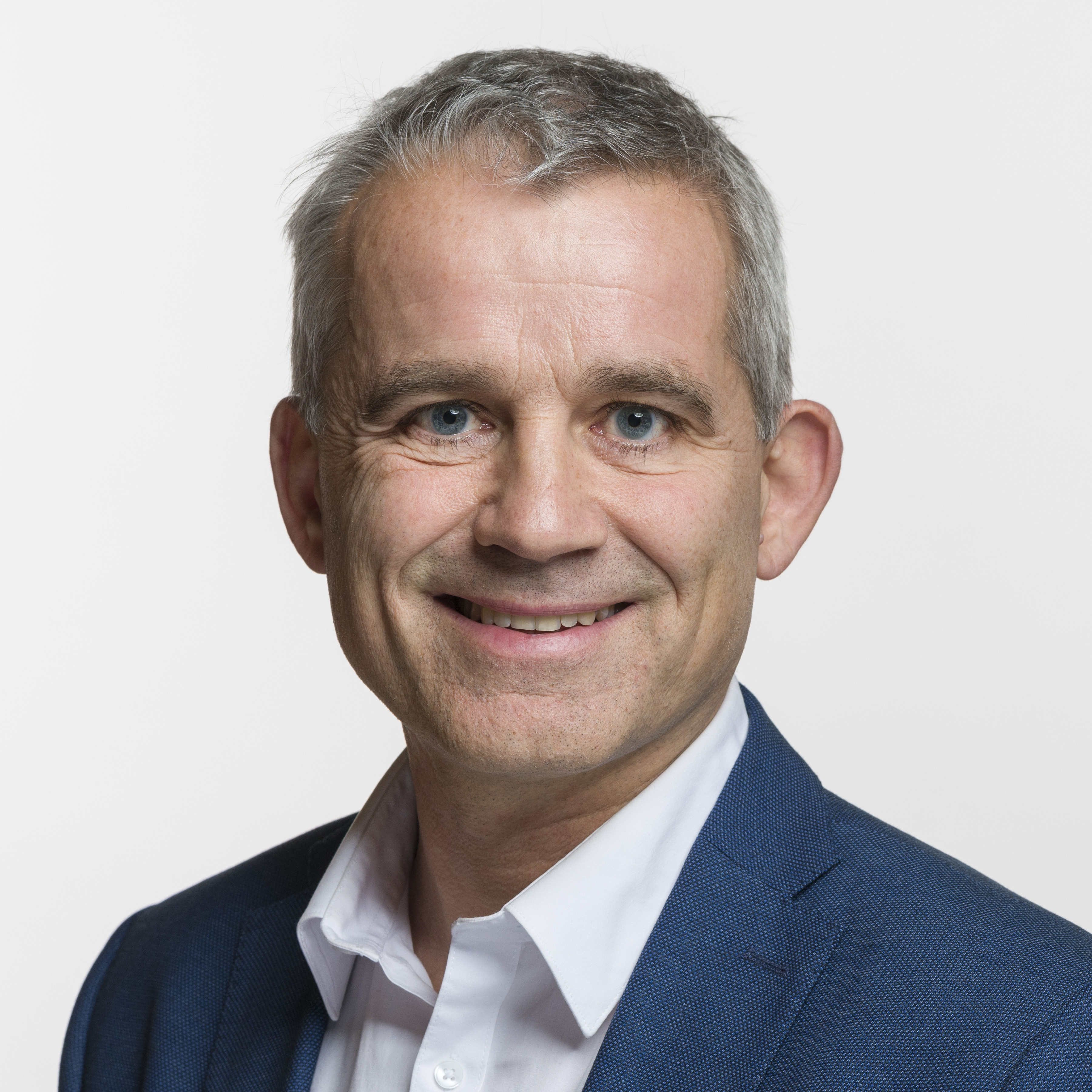
Beat Jans (SP/BS)

|                         | erster Wahlgang | zweiter Wahlgang | dritter Wahlgang |
| ----------------------- | --------------- | ---------------- | ---------------- |
| ausgeteilte Wahlzettel  | 246             | 246              | 245              |
| eingegangene Wahlzettel | 246             | 246              | 245              |
| leer                    | 3               | 0                | 0                |
| ungültig                | 0               | 0                | 0                |
| gültig                  | 243             | 246              | 245              |
| absolutes Mehr          | 122             | 124              | 123              |
| Beat Jansgewählt        | 89              | 112              | 134              |
| Daniel Jositsch         | 63              | 70               | 68               |
| Jon Pult                | 49              | 54               | 43               |
| Gerhard Andrey          | 30              |                  | –                |
| Verschiedene            | 12              | 10               | –                |

### Wahl des Bundeskanzlers

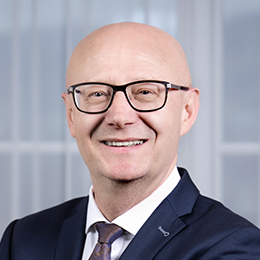
Viktor Rossi (GLP/BE)

|                                     | erster Wahlgang | zweiter Wahlgang |
| ----------------------------------- | --------------- | ---------------- |
| ausgeteilte Wahlzettel              | 246             | 246              |
| eingegangene Wahlzettel             | 246             | 246              |
| leer                                | 0               | 0                |
| ungültig                            | 0               | 1                |
| gültig                              | 246             | 245              |
| absolutes Mehr                      | 124             | 123              |
| Viktor Rossi (GLP/BE)gewählt        | 98              | 135              |
| Gabriel Lüchinger (SVP/BE)          | 78              | 103              |
| Lukas Gresch-Brunner (parteilos/LU) | 45              |                  |
| Nathalie Goumaz (SVP/FR)            | 24              |                  |
| Verschiedene                        | 1               | 7                |

## Statistik
| Bundesrat                 | Partei    | Stimmen 2023 | Stimmen bei letzter Wahl |
| ------------------------- | --------- | ------------ | ------------------------ |
| Guy Parmelin              | SVP       | 215          | 191                      |
| Ignazio Cassis            | FDP       | 167          | 145                      |
| Viola Amherd              | Die Mitte | 201          | 218                      |
| Karin Keller-Sutter       | FDP       | 176          | 169                      |
| Albert Rösti              | SVP       | 189          | 131 E                    |
| Elisabeth Baume-Schneider | SP        | 151          | 123 E                    |

## Departementsverteilung
Am Tag nach der Wahl hat der Bundesrat, in seiner künftigen Zusammensetzung ab 1. Januar 2024, die Verteilung der sieben Departemente vorgenommen und die Stellvertretungen geregelt. Der durch den Rücktritt Alain Bersets freigewordene Vorsitz des Eidgenössischen Departements des Innern wurde durch die bisherige Justizministerin Elisabeth Baume-Schneider (SP/JU) übernommen. Der neugewählte Bundesrat, Beat Jans (SP/BS), übernahm im Gegenzug den Vorsitz des Eidgenössischen Justiz- und Polizeidepartements von Elisabeth Baume-Schneider. Die übrigen wiedergewählten Bundesräte behielten ihr bisheriges Departement. Am 10. Januar 2024 wurde die Verteilung der Departemente formell bestätigt.
Die Departementsverteilung zog ein Strafverfahren nach sich, wie die Bundesanwaltschaft im Juli 2024 bestätigte. Laut Medienberichten wurde die Verzeigung von der Bundeskanzlei eingereicht, richte sich gegen Unbekannt und laufe wegen des Verdachts auf Verletzung des Amtsgeheimnisses.